# Système vestibulaire
1 Nerf vestibulaire ; 
2 Nerf cochléaire ; 
3 Nerf facial ; 
4 Ganglion géniculé ; 
5 Corde du tympan ; 
6 Cochlée ; 
7 Canaux semi-circulaires ; 
8 Marteau ; 
9 Tympan ; 

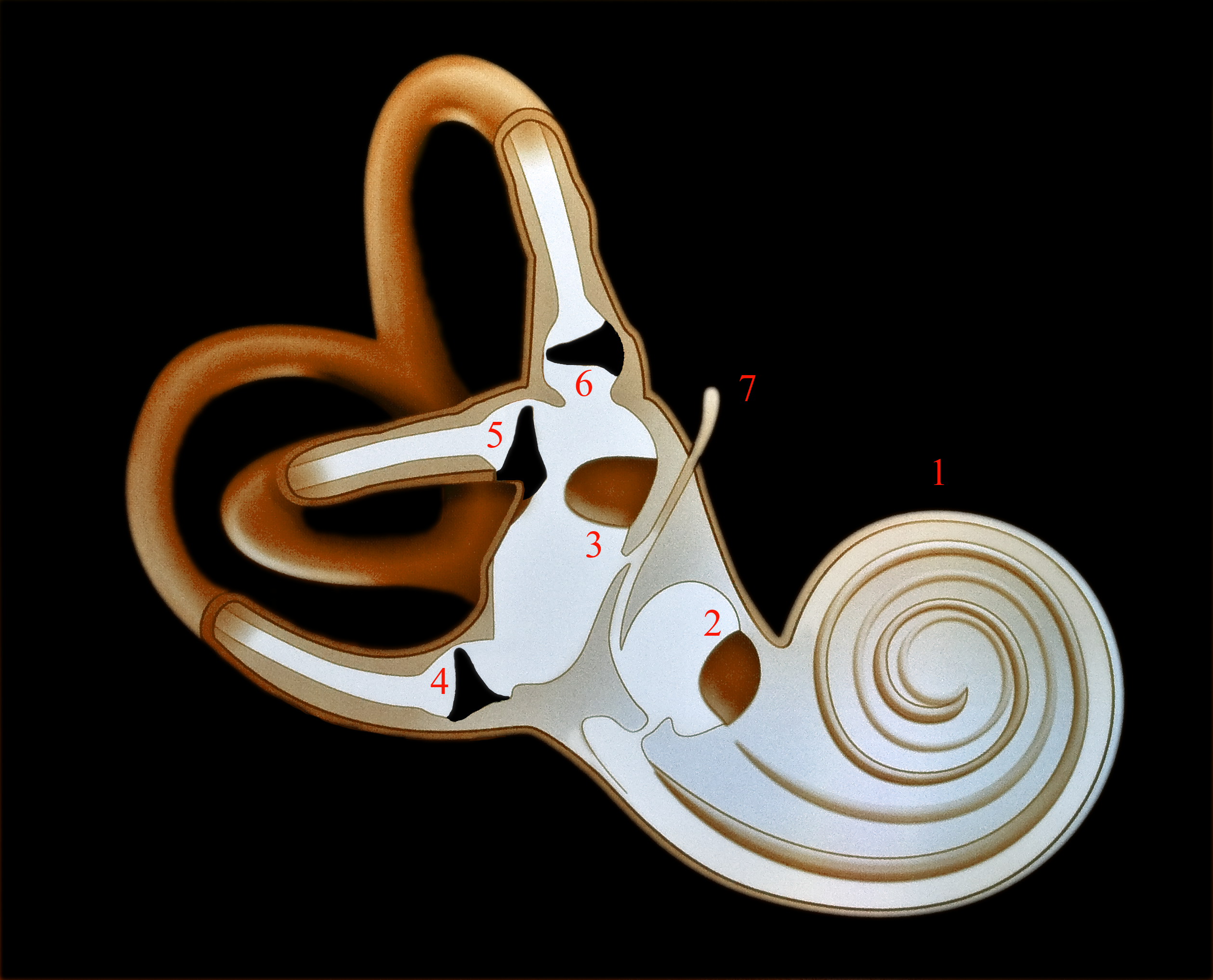
Oreille interne :
1 Cochlée ;
2 Saccule ;
3 Utricule ;
4 Ampoule du canal postérieur ;
5 Ampoule du canal externe ;
6 Ampoule du canal supérieur ;
7 Canal endolymphatique.

Le système vestibulaire est un organe sensoriel situé dans l’oreille interne qui contribue à la sensation de mouvement et à l’équilibre chez la plupart des mammifères.
Il est constitué d’un organe sensoriel périphérique composé du labyrinthe postérieur (canaux semi-circulaires, utricule et saccule), du nerf vestibulocochléaire et de ses noyaux encéphaliques.
Les signaux sensoriels issus du système vestibulaire sont principalement envoyés aux structures neuronales qui commandent certains mouvements oculaires et muscles dans une optique posturale (maintien du corps dans son environnement). Les troubles du système vestibulaire peuvent conduire à des vertiges qui peuvent être pris en charge par kinésithérapie spécialisée. 
On peut comparer l’oreille interne à une centrale inertielle.

## Structure
Le système vestibulaire est composé de cinq cavités : trois canaux semi-circulaires et deux cavités nommées le saccule et l’utricule. L'ensemble contient un liquide : l'endolymphe.
Les canaux semi-circulaires sont disposés selon les trois plans de l'espace et se présentent comme des tores (tubes circulaires). Lors d'un mouvement de rotation, l'inertie entraîne un déplacement du liquide, dans le sens inverse par rapport aux canaux, qui est détecté par les cils des cellules ciliées vestibulaires situés dans la crête ampulaire. La disposition orthogonale dans les 3 dimensions de l'espace des canaux permet donc de détecter un mouvement quel que soit l'axe de la rotation.
Les organes otolithiques sont situés à la base du système vestibulaire, juste en dessous des canaux. De par leur orientation verticale (saccule) et horizontale (utricule) ils permettent la « sensation » de gravité et la détection des mouvements d'accélération linéaire et de la gravité grâce au mouvement des macules qui baignent dans le liquide endolymphe, faisant lien avec les cellules ciliées. Contrairement aux canaux semi-circulaires, les cellules sensorielles de ces organes ne sont pas situées dans les crêtes ampulaires, mais directement contre la paroi de l'utricule et de la saccule, créant ainsi l’épithélium sensoriel.

### Canaux semi-circulaires
Les canaux semi-circulaires sont les outils principaux de détection des mouvements et des rotations du corps. Ils sont disposés de façon orthogonale, c'est-à-dire perpendiculaire les uns aux autres. On dénote ainsi :
- le canal semi-circulaire vertical antérieur ou supérieur : le mouvement de l'endolymphe dans ce canal est responsable de la sensation du mouvement, d'avant en arrière, lors d'un hochement de tête (ex. : faire « oui » de la tête) ;
- le canal semi-circulaire horizontal : le mouvement de l'endolymphe dans ce canal est responsable de la sensation du mouvement, sur un axe vertical, quand on tourne la tête (ex. : faire « non » de la tête) ;
- le canal semi-circulaire vertical postérieur : le mouvement de l'endolymphe dans ce canal est responsable de la sensation d'inclinaison de la tête (ex. : pencher la tête du côté droit ou gauche).

### Organes otolithiques
Là où les canaux semi-circulaires sont sensibles aux rotations ou accélérations angulaires, les organes otolithiques, eux, sont responsables de la sensation d'accélération linéaire. L'organisme humain en possède ainsi deux de chaque côté de la tête : l’utricule et le saccule. Ces organes, de par leur fonctionnement, « renseignent sur la position absolue de la tête par rapport à la verticale. »

## Fonctionnement et sensation de mouvement
À la base de chaque canal semi-circulaire se trouve une petite boule creuse en forme d’ampoule qui lui est directement connectée. La « cupule » est constituée d'une substance gélatineuse dans laquelle baignent les cellules sensorielles. Lors d'un mouvement angulaire, l'endolymphe se meut dans le canal et entre dans l'ampoule exerçant ainsi une pression sur le liquide gélatineux qui forme la cupule. Ce mouvement de la cupule entraîne les cils (récepteurs sensoriels) et permet ainsi la sensation de mouvement.
La perception des accélérations linéaires repose sur les autres cavités du système vestibulaire que sont l'utricule et le saccule, qui forment le système maculaire. L'adjectif « maculaire » (du latin : macula, tache) fait référence aux récepteurs sensoriels situés sur l'utricule et le saccule, les « taches acoustiques » (malgré leur nom elles ne jouent aucun rôle fonctionnel dans l'audition). 
À la différence des autres cellules ciliées, les mécanorécepteurs maculaires sont « lestés » par des otolithes, de petites concrétions calcaires engluées aux cils par un gel visqueux. Lors d'une accélération linéaire leur mouvement d'inertie est converti en message nerveux. La pesanteur terrestre (verticale et orientée vers le bas) est une accélération particulière qui est détectée par le système maculaire ce qui renseigne l'organisme sur son orientation dans l'espace.

## L'équilibre
La perception, le contrôle de l'orientation et des mouvements corporels ne sont possibles que grâce à la mise en relation de toutes les informations issues des récepteurs de l'oreille interne, des yeux, de la proprioception (musculaires, tendineux et articulaires) et de la peau. C'est ainsi le système nerveux central qui centralise toutes ces informations et maintient le corps en équilibre,.

## Réflexe vestibulo-oculaire

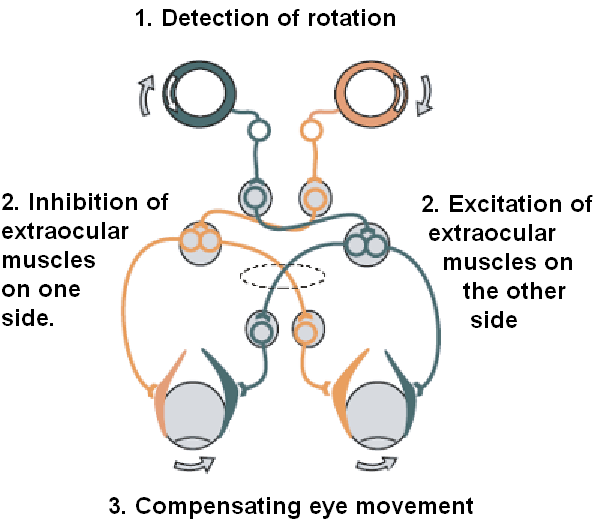
Le réflexe vestibulo-oculaire.

Le réflexe vestibo-oculaire (RVO) est un mouvement réflexe des globes oculaires, dans le sens inverse du mouvement de la tête, permettant une stabilisation du regard sur un point fixe.
Quand la tête tourne sur un axe vertical, les informations nerveuses causées par la rotation du canal semi-circulaire horizontal ou vertical antérieur, sont transmises au bulbe rachidien vers les noyaux vestibulaires gauches (si la tête tourne à gauche) ou les noyaux vestibulaires droits (si la tête tourne à droite), puis aux noyaux abducens (droit et gauche) et enfin aux noyaux oculomoteurs qui stimulent les muscles droits (externes, internes, supérieur ou inférieur en fonction du type de mouvement) du système oculaire.

## Voies de projections cérébrales
Une fois les informations sensorielles recueillies, elles sont envoyées, via le nerf vestibulaire, plus loin rejointes par le nerf cochléaire formant ainsi le nerf vestibulocochléaire. Ces signaux sensoriels transitent ensuite jusqu'aux noyaux vestibulaires droit et gauche, situés dans le bulbe rachidien. Ces noyaux sont responsables du traitement superficiel de ces informations sensorielles et de leur retransmission vers diverses parties du système nerveux en vue de leur traitement tels :
- le cervelet ;
- la moelle épinière ;
- les noyaux des nerfs crâniens III (noyau d'Edinger-Westphal), IV et VI[7].

## Troubles du système vestibulaire
Divers troubles peuvent affecter le système vestibulaire avec des symptômes plus ou moins spécifiques :
- des dommages unilatéraux du système vestibulaire produisent une impression de tourner et des vertiges avec parfois des mouvements oculaires anormaux. Les personnes touchées apprennent à compenser le trouble pour maintenir leur équilibre[8] ;
- si les dommages touchent les deux côtés (par exemple du fait d'effets ototoxiques de certains antibiotiques), le déficit sensoriel peut s'équilibrer et les personnes ne souffrent de trouble de l'équilibre que dans un déplacement les yeux fermés[8] ;
- une anomalie des canaux semi-circulaires peut provoquer un déséquilibre des signaux des divers récepteurs entraînant des mouvements oculaires anormaux. Un nystagmus persistant peut être un signe de lésion vestibulaire[8] ;
- la surproduction d'endolymphe est typique d'une maladie de Menière affectant à la fois l'audition et l'équilibre[8] ;
- les labyrinthites, inflammations de l'oreille interne, sont associées à des vertiges, des nausées, des vomissements avec possiblement aussi perte auditive, acouphène et nystagmus[8].